# 陶克陶凯内兹
陶克陶凯内兹，是匈牙利包尔绍德-奥包乌伊-曾普伦州所辖的一个村。总面积19.74平方公里，总人口1263，人口密度64.0人/平方公里（2011年1月1日）。